# USS Tarawa (CV-40)
USS Tarawa (CV-40) bio je američki nosač zrakoplova u sastavu Američke ratne mornarice i jedan od nosača klase Essex. Bio je prvi brod u službi Američke ratne mornarice koji nosi ime Tarawa. Služio je od 1945. do 1960. godine. Ušao je u službu nakon završetka Drugog svjetskog rata. Tarawa je poslan u Atlantski ocean kako bi nadomijestio nosače koji su poslani u Korejski rat i tamo proveo gotovo cijeli operativni vijek. Za razliku od većine ostalih brodova klase Essex, Tarawa nije moderniziran tako da je bio zadržao klasičan izgled nosača Essex klase iz Drugog svjetskog rata.
Povučen je iz službe 1960. godine, a 1968. je prodan kao staro željezo.

### Zajednički poslužitelj
|  | Zajednički poslužitelj ima stranicu o temi USS Tarawa (CV-40)    |
|  | Zajednički poslužitelj ima još gradiva o temi USS Tarawa (CV-40) |